# Love Isn't Easy (But It Sure Is Hard Enough)
Love Isn't Easy (But It Sure Is Hard Enough) je skladba nahrána v roce 1973 švédskou hudební skupinou ABBA. Jedná se o čtvrtý a současně poslední singl z jejich alba Ring Ring, který však nevyšel ve Švédsku, ale v okolních skandinávských zemích. B-stranu tvoří píseň "I Am Just A Girl", která byla nahrána jako jedna z posledních na albu Ring Ring.

## Historie
Hudbu i text k písni "Love Isn't Easy (But It Sure Is Hard Enough)" napsala autorská dvojice Benny Andersson & Björn Ulvaeus. Hlavní vokální party zpívají všichni čtyři členové skupiny ABBA.

## Seznam skladeb
A. Love Isn't Easy (But It Sure Is Hard Enough)
B. I Am Just A Girl

## Umístění v hitparádách
Singl nepronikl v žádné zemi do TOP 10 singlových hitparád.